# Severni rt (Nova Zelandija)
Severni rt je na severnem koncu polotoka Northland na Severnem otoku na Novi Zelandiji. Je severovzhodni konec polotoka Aupouri in leži 30 km vzhodno ter 3 km severno od rta Reinga. Ime Severni rt se včasih nanaša na rt, ki je v maorščini poznan kot Otou in je obrnjen proti otoku Murimotu, včasih pa se nanaša na vzhodno točko otoka Murimotu. Pogosto pa se tudi nanaša na veliko večji rt, ki se razteza približno pet km od otoka Murimotu zahodno do Kerr Pointa (Ngatuatata) in pečin Surville. Ta širši Severni rt in izrecno pečine Surville so skupaj najsevernejša točka Nove Zelandije, ki leži približno tri kilometre severneje od rta Reigna. Ta članek obravnava širši Severni rt.
Severni rt, enega od štirih glavnih novozelandskih rtov, je poimenoval James Cook, kapitan ladje Endeavour na njegovem potovanju med letoma 1769 in 1770. V tistem času so bili ostali rti imenovani rt Vzhod, rt Zahod in rt Jug.
Severni rt je bil nekoč otok, ki ga je ustvaril morski vulkan. S pomočjo vodnih tokov, ki so na otok akumulirali veliko peska, se je sčasoma oblikoval tombolo, poznan pod imenom Waikuku Flat, s katerim se je otok priključil ostalemu polotoku Aupouri. Polotok in Waituku Flat zdaj tvorita polotok Severni rt.
Velik del Severnega rta je ograjen v znanstvenem rezervatu Severnega rta. Namen rezervata je zaščititi edinstveno favno in floro tega območja, ki je razširjena tudi na Pečine Surville. Leta 2000 je bila tam postavljena električna ograja, da bi do območja preprečili dostop nekaterim živalskim vrstam, kot so oposum, divji prašič in divji konj. Rezervat je javnosti nedostopen, upravlja pa ga Ministrstvo za zaščito  (DoC).
Večji del Waikuku Flata je še eden DoC rezervat, ki se imenuje Mokaikai krajinski rezervat in se razteza južno do pristanišča Parengarenga. Ta rezervat je odprt za javnost, ampak za dostop po kopnem je potrebno dobiti dovoljenje od Maorov, ki to območje nadzirajo. Še en del ozemlja Maorov leži med rezervatom Mokaikaki in rezervatom Severni rt. Ta del vsebuje južni del Severnega rta in severni konec Waikuku Flata. Razprostira se od Kerr Pointa in severnega konca Tom Bowlinga na severni obali do točke Totatoka na zahodni obali.

## Pečine Surville
Pečine Surville (Hikura / de Surville Cliffs) so najbolj severna točka Nove Zelandije. Nahajajo se na koncu Severnega rta. V preteklosti so se pečine včasih nanašale na Kerr Point, ampak resnični Kerr Point leži zelo blizu na zahodnem koncu Severnega rta. Prvi Evropejec, ki je odkril pečine je bil Jean-François-Marie de Surville decembra 1769, ko je s svojo ladjo St Jean Baptiste plul do Nove Zelandije z namenom najti varen kraj za pristanek, da bi poskrbel za bolno posadko. Pečine je odkril le nekaj dni pred Jamesom Cookom.
Pečine so sestavljene iz mafičnih serpentinov in peridotitov, ki pokrivajo 1,2 kilometra območja. Tvorijo edinstveno okolje, ki podpira številne ogrožene rastline, ki so pogoste na tem območju, kot na primer:
- Pittosporum ellipticum subsp. serpentinum
- Hebe brevifolia
- Hebe ligustrifolia
- Helichrysum aggregatum
- Leucopogon xerampelinus[3]
- Pimelea tomentosa
- Phyllocladus trichomanoides (tanekaha)
- Pseudopanax lessonii
- Uncinia perplexa [4]